# Longin de Marseille
Pour les articles homonymes, voir Longin et Saint Longin.
Longin de Marseille est un saint chrétien fêté le 21 juillet.

## Histoire et tradition
L'histoire de ce saint est liée à celle du martyre de saint Victor, qui serait mort à Marseille sous Maximien Hercule (285-305). Ces deux saints sont d'ailleurs fêtés le même jour.
Saint Longin, avec saint Félicien et saint Alexandre, fut chargé de garder saint Victor en prison. Ce dernier convertit ses trois gardiens qui partagèrent alors son martyre : s'étant déclarés chrétiens, ils furent décapités, tandis que Saint Victor, après avoir subi les plus affreux tourments, fut broyé sous une meule dans les piscines publiques.